# Crenella pectinula
Crenella pectinula är en musselart som först beskrevs av Gould 1841.  Crenella pectinula ingår i släktet Crenella och familjen blåmusslor. Inga underarter finns listade i Catalogue of Life.